# ロンパース

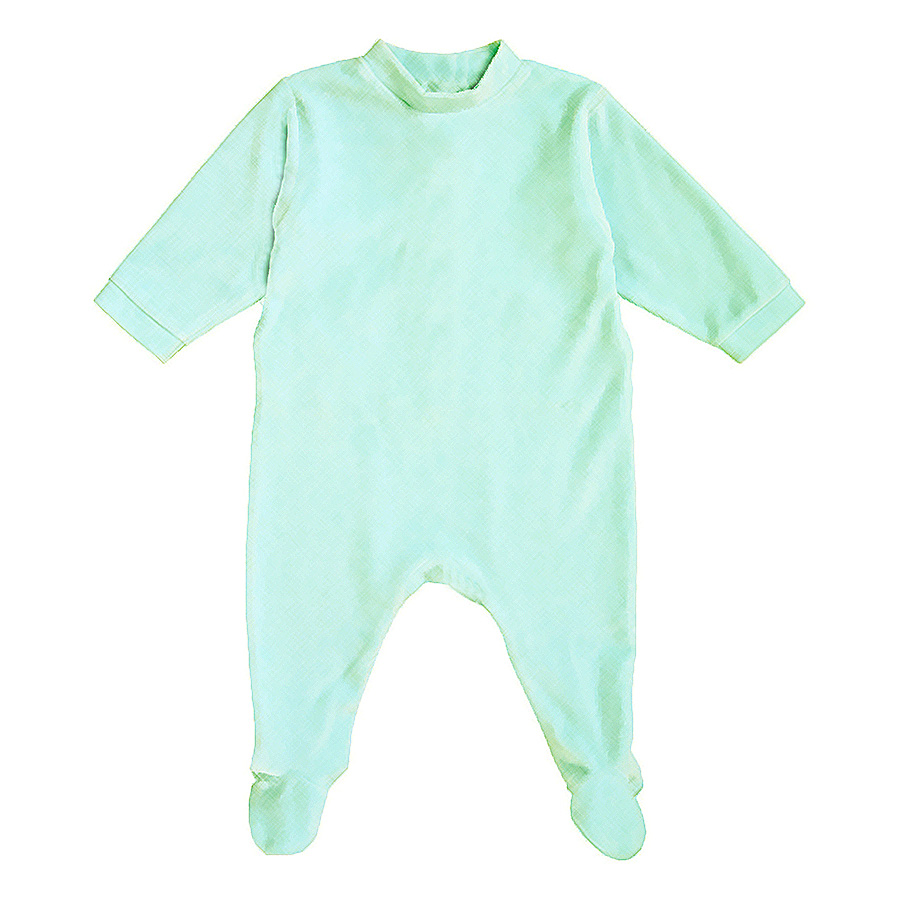
乳幼児用のロンパース

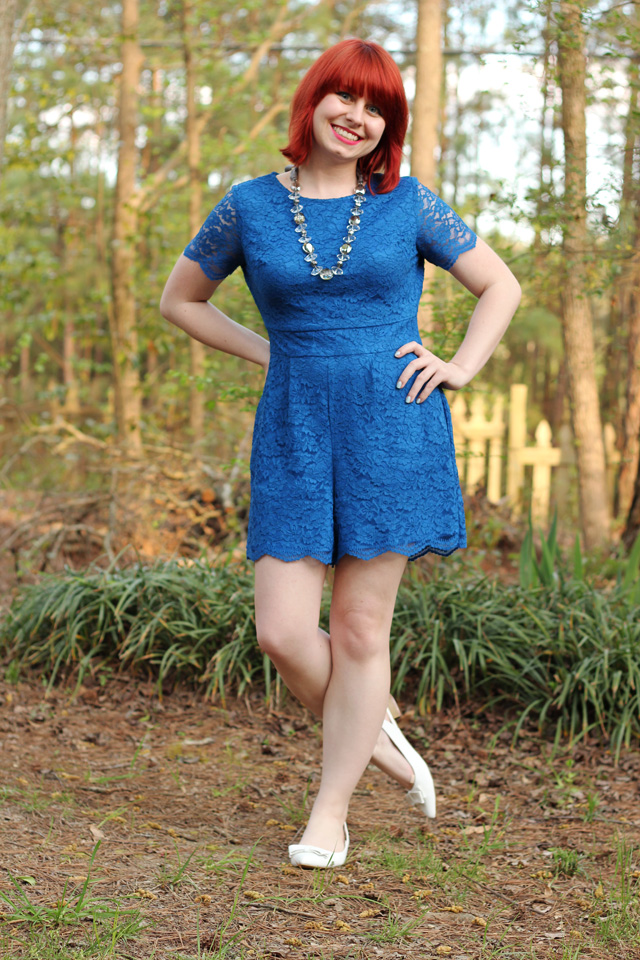
女性用のロンパース

ロンパース（英: rompers）は、トップスとボトムスが一体型になった服。
現代の主な用途は、乳幼児用の遊び着（上着や下着の代用）、若い女性のファッション、おむつが必要な成人や障害者の介護用上着及び下着、など。

## 概要
ロンパースのデザインは多様であり、さまざまなものがある。一例として、シャツとブルマが一体化したもの、レオタードや女性用水着のように袖がないもの、ワンピースにブルマが縫い付けられたもの、シャツとズボン、更には靴下部分が一体化したもの（カバーオールやオーバーオールとほぼ同一形状）などがある。
乳幼児用の遊び着及び下着と、成人や障害者の介護用上着及び下着はおむつ着用を前提にお尻の部分が通常の服とくらべて大きく作られており、排泄物が付着して重くなったおむつが体の動きでずり落ちないようにする目的で使われる。おむつ交換を楽にするためにパンツまたはブルマ部分の股部分に開閉ができるようホックが取り付けられていることが多い。重度の認知症や精神障害の患者に使われる介護用下着にはおむつを勝手に外したり、おむつや排泄物で遊んだりできないよう、普通の方法では外せない特殊ホックが使用されることがある。